# Nazionale femminile di pallacanestro della Nuova Zelanda
La nazionale di pallacanestro femminile della Nuova Zelanda, selezione delle migliori giocatrici di pallacanestro di nazionalità neozelandese, è la squadra che rappresenta la Nuova Zelanda nelle competizioni internazionali femminili di basket, ed è gestita dalla Federazione cestistica della Nuova Zelanda.

## Piazzamenti

### Olimpiadi
- 2000 - 11°
- 2004 - 8°
- 2008 - 10°

### Campionati del mondo
- 1994 - 15°

### Campionati oceaniani
- 1974 -  2°
- 1978 -  2°
- 1982 -  2°
- 1985 -  2°
- 1989 -  2°

- 1993 -  1°
- 1995 -  2°
- 1997 -  2°
- 2001 -  2°
- 2003 -  2°

- 2005 -  2°
- 2007 -  2°
- 2009 -  2°
- 2011 -  2°
- 2013 -  2°

- 2015 -  2°

### Campionati asiatici
- 2017 - 6°
- 2019 - 5°
- 2021 - 5°
- 2023 - 4°

## Formazioni

### Olimpiadi
Pallacanestro ai Giochi della XXVII Olimpiade - Torneo femminile4 Walker, 5 Cotton, 6 Colling, 7 Daly, 8 Compain, 9 Loffhagen, 10 G. Farmer, 11 Tupu, 12 S. Farmer, 13 Ofsoski, 14 Patterson, 15 L'Ami,        All. Carl Dickel
Pallacanestro ai Giochi della XXVIII Olimpiade - Torneo femminile4 Walker, 5 Cotton, 6 Marino, 7 Wielens, 8 Compain, 9 Loffhagen, 10 G. Farmer, 11 Tupu, 12 S. Farmer, 13 Ofsoski, 14 Cameron, 15 Kerr,        All. Tom Maher
Pallacanestro ai Giochi della XXIX Olimpiade - Torneo femminile4 C. Purcell, 5 Wharemate, 6 Marino, 7 Cocks, 8 N. Purcell, 9 Bates, 10 Wallbutton, 11 McMeeken-Ruscoe, 12 McCormack, 13 Bodensteiner, 14 Harmon, 15 Kerr,        All. Mike McHugh

### Campionati del mondo
Campionato mondiale femminile di pallacanestro 19944 Walker, 5 Garland, 6 Solomon, 7 Daly, 8 Noon, 9 Lattimore, 10 Cordzt, 11 Cunningham, 12 Patterson, 13 Tupu, 14 Akkerman, 15 Farmer,        All. Adrian Ward

### Campionati oceaniani
Campionato oceaniano femminile di pallacanestro 20034 Walker, 6 Gilbert, 7 Wielens, 8 Compain, 9 Loffhagen, 10 G. Farmer, 12 S. Farmer, 13 Ofsoski, 14 Cameron, 15 Kerr,        All. -
Campionato oceaniano femminile di pallacanestro 20054 Walker, 5 Cotton, 6 Marino, 7 Cocks, 8 McMeeken-Ruscoe, 9 Loffhagen, 10 Purcell, 11 Wharemate, 12 Wallbutton, 13 Ofsoski, 14 Cameron, 15 McCormack,        All. -
Campionato oceaniano femminile di pallacanestro 20074 Edmondson, 5 Kingi, 6 Marino, 7 Cocks, 8 Purcell, 9 Pardon, 10 Wallbutton, 11 McMeeken-Ruscoe, 12 McCormack, 13 Cameron, 14 Wharemate, 15 Kerr,        All. -
Campionato oceaniano femminile di pallacanestro 20094 Rooney, 5 Kensington, 6 Moore, 7 Edmondson, 8 N. Purcell, 9 Bates, 10 Wallbutton, 11 McMeeken-Ruscoe, 12 Connell, 13 Richards, 14 Hall, 15 Barnes,       8 C. Purcell, All. -
Campionato oceaniano femminile di pallacanestro 20114 Cocks, 5 Vucinic, 7 Edmondson, 8 Purcell, 9 Bates, 10 Wallbutton, 11 McMeeken-Ruscoe, 12 Dew, 13 Hunter, 14 Harmon, 15 Wipiiti,        All. -
Campionato oceaniano femminile di pallacanestro 20134 Purcell, 5 Craig, 6 Davidson, 7 Edmondson, 8 Gallaher, 9 Cocks, 10 Wallbutton, 11 Bygate, 12 Lockwood, 14 Hunter, 15 Beck,        All. Kennedy Kereama
Campionato oceaniano femminile di pallacanestro 20151 Bygate, 2 Cocks, 4 K. Purcell, 6 Boagni, 7 Hunter, 8 N. Purcell, 9 Beck, 10 Wallbutton, 11 Gallaher, 12 Davidson, 14 Paalvast, 15 Craig,        All. Kennedy Kereama

### Campionati asiatici
Campionato asiatico femminile di pallacanestro 20172 Cocks, 4 K. Purcell, 5 Agnew, 6 Jillings, 7 Edmondson, 8 N. Purcell, 9 Ott, 10 Paalvast, 11 Bygate, 12 Harmon, 13 Stockill, 15 Franklin,        All. Kennedy Kereama
Campionato asiatico femminile di pallacanestro 20192 Cocks, 3 West, 4 K. Purcell, 6 Boagni, 7 Edmondson, 8 N. Purcell, 9 Beck, 10 Paalvast, 12 Davidson, 22 Karaitiana, 42 Fotu, 77 Leger-Walker,        All. Guy Molloy
Campionato asiatico femminile di pallacanestro 20211 Goulding, 3 Taia, 4 K. Leger-Walker, 5 C. Leger-Walker, 6 Boagni, 7 Karaitiana, 8 Blair, 10 Paalvast, 12 Davidson, 23 Hippolite, 24 Richards, 32 Purcell,        All. Guy Molloy
Campionato asiatico femminile di pallacanestro 20233 McGoldrick, 4 K. Leger-Walker, 5 C. Leger-Walker, 6 Mason, 7 Beck, 8 Tupaea, 12 Davidson, 13 Stockill, 15 Tamilo, 24 Reed, 26 Dalton, 44 Hunter,        All. Guy Molloy